# Міжурядова океанографічна комісія ЮНЕСКО
Міжурядова океанографічна комісія ЮНЕСКО (англ. Intergovernmental Oceanographic Commission UNESCO) — автономний орган, що функціонує в рамках ЮНЕСКО і який сприяє розвитку морської науки.

## Історія створення
1960р. — розпочата міжнародна експедиція у Індійському океані. При ЮНЕСКО утворюється Міжурядова океанографічна комісія, яка погоджувала і сприяла впровадженню програм, проектів наукової спрямованості з моніторингу за океаном, скороченню аварій на морі.

## Роль та функції
Конвенцією ООН з морського права МОК визнана як організація міжнародного рівня у сфері морських наукових досліджень, яка сприяє впровадженню морських технологій.
Функції IOC:
- сприяє міжнародній взаємоспівпраці країн в сфері океанографічних досліджень, формування служб і систем моніторингу, зменшення небезпеки та створення потенціалу для ефективного управління прибережними територіями і океанічними ресурсами;
- спрямовує свою діяльність на управління процесами затвердження рішень країнами-учасницями щодо використання морських ресурсів і зниження негативного впливу на екосистему океану для сталого розвитку морського середовища;
- координує моніторинг за океаном через Глобальну систему спостережень за океаном (GOOS), яка націлена на використання єдиної мережі надання та взаємообміну інформаційними даними про біологічні і фізико-хімічних показники;
- надає урядам, представникам науки промисловості, громадськості інформаційні дані для прийняття дієвих заходів з проблем океанів;
- сприяє координації міжурядових органів, розвитку регіональних систем з попередження про цунамі та пом'якшення їх наслідків;
- на систематичній основі сприяє створенню інформаційної бази наукових знань про кліматичні зміни для доступу широкого кола потенційних користувачів;
- тесно співпрацює з міжнародними організаціями: Всесвітньою метеорологічною організацією (WMO), Міжнародною радою з дослідження моря (ICES), Міжнародною морською організацією (IMO), ФАО

## Діяльність
Діяльність МОК спрямована на реалізацію чотирьох Цілей високого рівня:
1. Здоров'я екосистем
МОК розробляє набір індикаторів про стан здоров'я океанів, функціонування морських та прибережних екологічних систем. Ці показники необхідні для аналітичного оцінювання стійкості біосистем, прогнозування і виявлення на ранній стадії будь-яких серйозних змін в екосистемі морів (підкислення, деоксигенація, збитки для біорізноманіття, забруднення пластиком, інше).
МОК реалізує Цілі високого рівня в рамках наступних програм:
2. Морські небезпеки
МОК працює над зниженням ризиків виникнення цунамі та інших екстремальних явищ, що впливають на рівень моря: прибережні повені, штормові хвилі. Прибережна зона розвивається швидкими темпами, що підвищує уразливість населення прибережних територій. МОК докладає зусиль для сприяння громади здійснювати ефективні заходи реагування щодо пом'якшення наслідків, коли відомо про виникаючі небезпеки.
3. Зміна клімату
Важливість океану як природного регулятора клімату Землі не може бути недооцінена. МОК взаємодіє з державами-членами для спостережень і документування впливу кліматичних змін на світовий океан, берегову територію, морські екосистеми. Програми МОК підтримують науково-дослідну діяльність, спрямовану на пом'якшення наслідків кліматичних змін.
4. Розширення наукових знань
Екологічні проблеми від забруднюючих речовин морських поновлюваних джерел енергії та океану, деоксигенація можуть завдати шкоди морській біосистемі. МОК прагне розширити знання про причини змін в морському середовищі, мобілізуючи наукові і політичні спільноти для вирішення цих проблем. 

## Члени
Членами Міжурядової океанографічної комісії є 145 держав, включно з Україною. Відповідно до постанови Кабінету Міністрів України від 13 вересня 2002 р. № 1371 Міністерство освіти і науки України є центральним органом виконавчої влади, відповідальним за виконання зобов'язань, що випливають із членства України в МОК ЮНЕСКО.